# Spółgłoska zwarta dwuwargowa dźwięczna
Spółgłoska zwarta dwuwargowa dźwięczna – rodzaj dźwięku spółgłoskowego występujący w językach naturalnych. W międzynarodowej transkrypcji fonetycznej IPA oznaczanej symbolem: [b].

## Artykulacja

### Opis
W czasie artykulacji podstawowego wariantu [b]:
- modulowany jest prąd powietrza wydychanego z płuc, czyli artykulacja tej spółgłoski wymaga inicjacji płucnej i egresji,
- tylna część podniebienia miękkiego zamyka dostęp do jamy nosowej, prąd powietrza uchodzi przez jamę ustną spółgłoska nosowa;
- prąd powietrza w jamie ustnej przepływa ponad całym językiem lub przynajmniej powietrze uchodzi wzdłuż środkowej linii języka;
- dolna warga kontaktuje się z górną wargą, tworząc zwarcie. Dochodzi do całkowitego zablokowania przepływu powietrza przez jamę ustną i nosową, a następnie do przerwania utworzonej blokady i wybuchu (plozji);
- wiązadła głosowe periodycznie drgają, spółgłoska ta jest dźwięczna;
- pozycja języka i ust może zależeć od kontekstu, w jakim występuje głoska[1].

### Warianty
Opisanej powyżej artykulacji może towarzyszyć:
- wzniesienie środkowej części grzbietu języka w stronę podniebienia twardego, mówimy wtedy o spółgłosce zmiękczonej (spalatalizowanej): [bʲ];
- wzniesienie tylnej części grzbietu języka w kierunku podniebienia tylnego, mówimy wtedy o spółgłosce welaryzowanej: [bˠ];
- przewężenie w gardle, mówimy wtedy o spółgłosce faryngalizowanej: [bˤ];
- zaokrąglenie warg, mówimy wtedy o spółgłosce labializowanej [bʷ][1].

Spółgłoska może być wymówiona:
- bez pełnego udziału wiązadeł głosowych, mówimy wtedy o spółgłosce ubezdźwięcznionej: [b̥] – występuje to np. pomiędzy spółgłoskami bezdźwięcznymi, jednak nie należy mylić tego zjawiska z głoską p[1].

## Występowanie
Przykłady w wybranych językach:
| Język       | Język            | Słowo    | IPA         | Znaczenie    | Uwagi                                                  |
| ----------- | ---------------- | -------- | ----------- | ------------ | ------------------------------------------------------ |
| angielski   | angielski        | remember | [rimembə]   | 'pamiętać'   | Zobacz też: Fonologia i fonetyka języka angielskiego   |
| arabski     | współczesny      | كتب      | [ˈkatabɐ]   | 'napisał'    |                                                        |
| armeński    | Dialekt wschodni | բարի     | [bɑˈɾi]     | 'dziecko'    |                                                        |
| kataloński  | kataloński       | bèstia   | [ˈbɛstiə]   | 'bestia'     |                                                        |
| francuski   | francuski        | boue     | [bu]        | 'szlam'      | Zobacz też: Wymowa i transkrypcja języka francuskiego. |
| gruziński   | gruziński        | ბავშვი   | [ˈbavʃvi]   | 'dziecko'    |                                                        |
| polski      | polski           | but      | [but]       | -            | Zobacz też: Fonetyka języka polskiego.                 |
| portugalski | portugalski      | bato     | [ˈbatʊ]     | 'uderzam'    |                                                        |
| rumuński    | rumuński         | bou      | [bow]       | 'byk'        |                                                        |
| rosyjski    | rosyjski         | рыба     | [ˈrɨbə]     | 'ryba'       |                                                        |
| hiszpański  | hiszpański       | invertir | [ĩmbe̞ɾˈt̪iɾ] | 'inwestować' |                                                        |
| ukraiński   | ukraiński        | брат     | [ˈbrɑt̪]     | brat         |                                                        |
| zapotecki   | zapotecki        | bald     | [bal͡d]      | 'mało'       |                                                        |